# Abrawayaomys chebezi
Abrawayaomys chebezi (Pardiñas, Teta & D'Elía, 2009) è un roditore della famiglia dei Cricetidi endemico dell'Argentina.

## Descrizione

### Dimensioni
Roditore di piccole dimensioni, con la lunghezza della testa e del corpo tra 105 e 135,6 mm, la lunghezza della coda tra 112 e 151,1 mm, la lunghezza del piede tra 28 e 33,5 mm, la lunghezza delle orecchie tra 17 e 18,5 mm e un peso fino a 50 g.

### Aspetto
La pelliccia è corta e densa, particolarmente spinosa sulla schiena e la groppa. Le parti dorsali sono giallo-brunastre con la base dei peli marrone, i peli spinosi sono biancastri o trasparenti con l'estremità brunastra, mentre le parti ventrali sono più chiare con la base dei peli grigiastra. La testa è robusta, la parte superiore del muso è più chiara, le vibrisse sono lunghe, sottili e giallo-brunastre. Le orecchie sono piccole ed arrotondate, rivestite di corti peli dorati nella superficie interna e di peli brunastri su quella esterna. Le zampe sono biancastre, hanno lunghe dita e corti artigli parzialmente nascosti da ciuffi di peli, i piedi sono lunghi e sottili. La coda è più lunga della testa e del corpo, è interamente brunastra, ricoperta di scaglie disposte in file di 5 anelli per centimetro e termina con un ciuffo di lunghi peli marroni scuri.

## Distribuzione e habitat
Questa specie è conosciuta soltanto nella provincia di Misiones nella parte nord-orientale dell'Argentina.
Vive nelle foreste secondarie dominate da Matayba elaeagnoides, Begonia descoleana e Podostemun comatum.

## Conservazione
Questa specie, essendo stata scoperta solo recentemente, non è stata sottoposta ancora a nessun criterio di conservazione.